# Football League Championship 2015/16
Het seizoen 2015/16 van de Football League Championship (ook wel bekend onder de naam Sky Bet Championship vanwege sponsorcontracten) was het twaalfde seizoen van de Football League Championship onder de huidige naam en het vierentwintigste seizoen in de huidige opzet. Het seizoen in deze op een na hoogste divisie in Engeland begon op 7 augustus met het duel tussen Brighton & Hove Albion en Nottingham Forest. Die wedstrijd eindigde in een 1-0 overwinning voor de thuisploeg door een treffer in de 50ste minuut van Kazenga LuaLua, de latere speler van de maand augustus. De 46ste en laatste speelronde vond plaats op zaterdag 7 mei 2016.
Burnley eindigde als eerste en maakte daardoor na een jaar afwezigheid zijn rentree in de Premier League. De club stelde met nog één speelronde te gaan promotie veilig door op eigen veld met 1-0 te winnen van het Queens Park Rangers van manager Jerrel Hasselbaink. Het enige doelpunt kwam op naam van Sam Vokes, die met zijn  veertiende competitiegoal de promotie veiligstelde. Burnley profiteerde optimaal van puntenverlies van concurrenten Middlesbrough en Brighton & Hove Albion. De nummers twee en drie speelden op de laatste speeldag tegen elkaar, waardoor Burnley zeker was van een plaats bij de eerste twee in het Championship. De eerste twee plaatsen geven recht op rechtstreekse promotie.
Het duel tussen de achtervolgers eindigde in een 1-1 gelijkspel door treffers van Christian Stuani (Middlesbrough) en Dale Stephens (Brighton & Hove Albion). Middlesbrough eindigde daardoor als tweede en promoveerde zodoende eveneens rechtstreeks naar de hoogstedivisie. Brighton & Hove Albion werd door de puntendeling verwezen naar de play-offs, waar de ploeg van trainer-coach Chris Hughton in de halve finales over twee duels verloor van Sheffield Wednesday (2-0 en 1-1).

## Teams
Er namen 24 teams deel aan de Football League Championship in het seizoen 2015/16. Zes teams waren afkomstig uit andere divisies en zes teams waren naar andere competities gepromoveerd of gedegradeerd. Wigan Athletic, Burton Albion en Barnsley promoveerden uit de League One en Aston Villa, Norwich City en Newcastle United degradeerden uit de Premier League. Bolton, MK Dons en Charlton Athletic degradeerden naar de League One en Burnley, Middlesbrough en Hull City promoveerden naar de Premier League.
| Club                    | Plaats             | Stadion                  | Capaciteit |
| ----------------------- | ------------------ | ------------------------ | ---------- |
| Birmingham City         | Birmingham         | St. Andrew's             | 30.016     |
| Blackburn Rovers        | Blackburn          | Ewood Park               | 31.367     |
| Bolton Wanderers        | Bolton             | Macron Stadium           | 28.723     |
| Brentford               | Brentford          | Griffin Park             | 12.763     |
| Brighton & Hove Albion  | Brighton           | American Express Stadium | 30.750     |
| Bristol City            | Bristol            | Ashton Gate              | 16.600     |
| Burnley                 | Burnley            | Turf Moor                | 21.401     |
| Cardiff City            | Cardiff            | Cardiff City Stadium     | 33.280     |
| Charlton Athletic       | Londen             | The Valley               | 27.111     |
| Derby County            | Derby              | Pride Park               | 33.597     |
| Fulham                  | Londen             | Craven Cottage           | 25.700     |
| Huddersfield Town       | Huddersfield       | John Smith's Stadium     | 24.500     |
| Hull City               | Kingston upon Hull | KC Stadium               | 25.400     |
| Ipswich Town            | Ipswich            | Portman Road             | 30.311     |
| Leeds United            | Leeds              | Elland Road              | 37.914     |
| Middlesbrough           | Middlesbrough      | Riverside Stadium        | 34.742     |
| MK Dons                 | Milton Keynes      | Stadium:mk               | 30.500     |
| Nottingham Forest       | Nottingham         | City Ground              | 30.576     |
| Preston North End       | Preston            | Deepdale                 | 23.404     |
| Queens Park Rangers     | Londen             | Loftus Road              | 18.000     |
| Reading                 | Reading            | Madejski Stadium         | 24.161     |
| Rotherham United        | Rotherham          | New York Stadium         | 12.021     |
| Sheffield Wednesday     | Sheffield          | Hillsborough             | 39.732     |
| Wolverhampton Wanderers | Wolverhampton      | Molineux                 | 31.700     |

## Eindstand
| №  | Club                    | WG | W  | G  | V  | DV | DT | +/– | Punten |
| -- | ----------------------- | -- | -- | -- | -- | -- | -- | --- | ------ |
| 1  | Burnley                 | 46 | 26 | 15 | 5  | 72 | 35 | +37 | 93     |
| 2  | Middlesbrough           | 46 | 26 | 11 | 9  | 63 | 31 | +32 | 89     |
| 3  | Brighton & Hove Albion  | 46 | 24 | 17 | 5  | 72 | 42 | +30 | 89     |
| 4  | Hull City               | 46 | 24 | 11 | 11 | 69 | 35 | +34 | 83     |
| 5  | Derby County            | 46 | 21 | 15 | 10 | 66 | 43 | +23 | 78     |
| 6  | Sheffield Wednesday     | 46 | 19 | 17 | 10 | 66 | 45 | +21 | 74     |
| 7  | Ipswich Town            | 46 | 18 | 15 | 13 | 53 | 51 | +2  | 69     |
| 8  | Cardiff City            | 46 | 17 | 17 | 12 | 56 | 51 | +5  | 68     |
| 9  | Brentford               | 46 | 19 | 8  | 19 | 72 | 67 | +5  | 65     |
| 10 | Birmingham City         | 46 | 16 | 15 | 15 | 53 | 49 | +4  | 63     |
| 11 | Preston North End       | 46 | 15 | 17 | 14 | 45 | 45 | 0   | 62     |
| 12 | Queens Park Rangers     | 46 | 14 | 18 | 14 | 54 | 54 | 0   | 60     |
| 13 | Leeds United            | 46 | 14 | 17 | 15 | 50 | 58 | −8  | 59     |
| 14 | Wolverhampton Wanderers | 46 | 14 | 16 | 16 | 53 | 58 | −5  | 58     |
| 15 | Blackburn Rovers        | 46 | 13 | 16 | 17 | 46 | 46 | 0   | 55     |
| 16 | Nottingham Forest       | 46 | 13 | 16 | 17 | 43 | 47 | −4  | 55     |
| 17 | Reading                 | 46 | 13 | 13 | 20 | 52 | 59 | −7  | 52     |
| 18 | Bristol City            | 46 | 13 | 13 | 20 | 54 | 71 | −17 | 52     |
| 19 | Huddersfield Town       | 46 | 13 | 12 | 21 | 59 | 70 | −11 | 51     |
| 20 | Fulham                  | 46 | 12 | 15 | 19 | 66 | 79 | −13 | 51     |
| 21 | Rotherham United        | 46 | 13 | 10 | 23 | 53 | 71 | −18 | 49     |
| 22 | Charlton Athletic       | 46 | 9  | 13 | 24 | 40 | 80 | −40 | 40     |
| 23 | Milton Keynes Dons      | 46 | 9  | 12 | 25 | 39 | 69 | −30 | 39     |
| 24 | Bolton Wanderers        | 46 | 5  | 15 | 26 | 41 | 81 | −40 | 30     |

## Play-offs
|  | Halve finale           | Halve finale | Halve finale |   |                     | Finale | Finale | Finale |
|  |                        |              |              |   |                     |        |        |        |
|  | Sheffield Wednesday    | 2            | 1            |   |                     |        |        |        |
|  | Brighton & Hove Albion | 0            | 1            |   |                     |        |        |        |
|  | Brighton & Hove Albion | 0            | 1            |   | Sheffield Wednesday |        | 0      |        |
|  |                        |              |              |   | Sheffield Wednesday |        | 0      |        |
|  |                        | Hull City    |              | 1 |                     |        |        |        |
|  | Derby County           | Hull City    | 0            | 1 | 2                   |        |        |        |
|  | Derby County           |              | 0            |   | 2                   |        |        |        |
|  | Hull City              | 3            | 0            |   |                     |        |        |        |

## Statistieken

### Topscorers
- In onderstaand overzicht zijn alleen de spelers opgenomen met tien of meer treffers achter hun naam.

| №  | Naam                | Club                      | Goals | Pen. | Duels | Gem. |
| -- | ------------------- | ------------------------- | ----- | ---- | ----- | ---- |
| 1  | Andre Gray          | Brentford / Burnley       | 25    | 4    | 43    | 0,58 |
| 2  | Ross McCormack      | Fulham                    | 21    | 2    | 45    | 0,47 |
| 3  | Abel Hernández      | Hull City                 | 20    | 2    | 39    | 0,51 |
| 4  | Jonathan Kodjia     | Bristol City              | 19    | 1    | 45    | 0,40 |
| 5  | Tomer Hemed         | Brighton & Hove Albion    | 17    | 5    | 44    | 0,39 |
| 5  | Nahki Wells         | Huddersfield Town         | 17    | 0    | 44    | 0,39 |
| 7  | Jordan Rhodes       | Blackburn / Middlesbrough | 16    | 3    | 43    | 0,37 |
| 8  | Fernando Forestieri | Sheffield Wednesday       | 15    | 1    | 36    | 0,42 |
| 9  | Moussa Dembélé      | Fulham                    | 15    | 0    | 43    | 0,35 |
| 9  | Sam Vokes           | Burnley                   | 15    | 3    | 43    | 0,35 |
| 11 | Chris Martin        | Derby County              | 15    | 1    | 45    | 0,31 |
| 12 | Alan Judge          | Brentford                 | 14    | 2    | 38    | 0,37 |
| 13 | Lasse Vibe          | Brentford                 | 14    | 0    | 41    | 0,34 |
| 14 | Gary Hooper         | Sheffield Wednesday       | 13    | 0    | 29    | 0,45 |
| 15 | Chris Wood          | Leeds United              | 13    | 3    | 36    | 0,36 |
| 16 | Thomas Ince         | Derby County              | 12    | 0    | 42    | 0,29 |
| 17 | Nick Blackman       | Derby County / Reading    | 11    | 2    | 25    | 0,44 |
| 18 | Clayton Donaldson   | Birmingham City           | 11    | 1    | 40    | 0,28 |
| 19 | Daryl Murphy        | Ipswich Town              | 10    | 1    | 34    | 0,29 |
| 20 | Tjaronn Chery       | Queens Park Rangers       | 10    | 1    | 39    | 0,26 |
| 21 | Brett Pitman        | Ipswich Town              | 10    | 1    | 42    | 0,24 |

## Prijzen

### Speler en manager van de maand
| Maand     | Manager v/d maand | Manager v/d maand  | Speler v/d maand  | Speler v/d maand   |
| Maand     | Trainer           | Club               | Speler            | Club               |
| --------- | ----------------- | ------------------ | ----------------- | ------------------ |
| Augustus  | Chris Hughton     | Brighton & Hove A. | Kazenga LuaLua    | Brighton & Hove A. |
| September | Aitor Karanka     | Middlesbrough      | Jordan Rhodes     | Blackburn Rovers   |
| Oktober   | Lee Carsley       | Brentford          | Alan Judge        | Brentford          |
| November  | Mick McCarthy     | Ipswich Town       | Daryl Murphy      | Ipswich Town       |
| December  | Aitor Karanka     | Middlesbrough      | Adam Clayton      | Middlesbrough      |
| Januari   | Steve Bruce       | Hull City          | Abel Hernández    | Hull City          |
| Februari  | Sean Dyche        | Burnley            | Aden Flint        | Bristol City       |
| Maart     | Neil Warnock      | Rotherham United   | Sam Vokes         | Burnley            |
| April     | Chris Hughton     | Brighton & Hove A. | Anthony Knockaert | Brighton & Hove A. |